# Peter Brückner
Peter Brückner (15. maj 1922 i Dresden – 10. april 1982 i Nice) uddannet i Tyskland som socialpsykolog og psykoanalytiker. Brückner levede en omtumlet barndom og ungdom omkring den nazistiske magtovertagelse. Under 2. Verdenskrig var han organiseret i modstandskampen og blev efter krigen medlem af det kommunistiske parti. Senere studerede Brückner psykologi i München og Leipzig og uddannede sig til psykoanalytiker.
Fra 1967 var Brückner ansat ved Hannover Tekniske Universitet, men omkring 1974 blev Brückner suspenderet fra arbejdet på grund af mistanke om forfatningsfjendtligt arbejde eller sympati for samme. Samme år blev hovedværket Kapitalismens socialpsykologi oversat og introduceret i Danmark.
Forud for Kapitalismens socialpsykologi havde Brückner beskæftiget sig med klinisk børnepsykologi af mere traditionel karakter, dog ud fra et samfundskritisk engagement. 
Ud af en stor litterær produktion i tidsskrifter og i bogform kan nævnes nogle danske udgivelser: Marx, Freud, der var et bidrag til bogen Marxisme – psykoanalyse. Dokumentation af en kontrovers. Artiklen Psykologi og historie i det danske tidsskrift Udkast. Senest indgår Brückner med en tidligere artikel i en bog om fredsundervisning. Artiklen har overskriften Er mennesket modent til fred?
Brückner blev senere ramt af berufsverbot. Til trods for, at han var kendt for at være anti-voldelig, blev Brückner anklaget for sympati med den statsfjendtlige terroristorganisation Rote Armee Fraktion – dette på trods af, at der ikke fandtes nogen form for beviser for meddelagtighed.
Indtil sin død i 1982 levede Brückner i et politisk og arbejdsmæssigt eksil. Til det sidste var Brückner kritisk og til tider uforsonlig overfor den vesttyske stat. 

## Ekstern henvisning
- Foto af Peter Brückner samt kort beskrivelse. Arkiveret 30. marts 2009 hos  Wayback Machine
- International Forfatterbibliografi Arkiveret 7. september 2009 hos  Wayback Machine

|  | Artiklen om Peter Brückner kan blive bedre, hvis der indsættes et (bedre) billede Du kan hjælpe ved at afsøge Wikimedia Commons for et passende billede eller uploade et godt billede til Wikimedia Commons iht. de tilladte licenser og indsætte det i artiklen. |